# Obszar ochrony ścisłej Czerkies
Obszar ochrony ścisłej Czerkies – leśny obszar ochrony ścisłej (biernej) w Roztoczańskim Parku Narodowym, położonym w województwie lubelskim, w powiecie zamojskim, w gminie Zwierzyniec, na południowy zachód od drogi Obrocz – Guciów. Zajmuje powierzchnię 160,57 ha.
Przed założeniem parku narodowego znajdował się tu rezerwat przyrody Czerkies, utworzony w latach 60. XX wieku.
Obszar pokryty jest lasem o pierwotnym charakterze, ze składem gatunkowym i strukturą mało zmienioną działalnością człowieka. Ochroną objęto cenne drzewostany w składzie buczyny karpackiej.
Obszar nie jest dostępny dla turystów – nie przebiega przez jego teren żaden szlak turystyczny ani ścieżka przyrodnicza.